# Ololygon littoralis
Ololygon littoralis é uma espécie de anfíbio da família Hylidae. Endêmica do Brasil, onde pode ser encontrada nos estados de São Paulo, Paraná e Santa Catarina.